# Trevor Cahill
Trevor John Cahill, född den 1 mars 1988 i Oceanside i Kalifornien, är en amerikansk professionell basebollspelare som spelar för Pittsburgh Pirates i Major League Baseball (MLB). Cahill är högerhänt pitcher.
Cahill har tidigare spelat för Oakland Athletics (2009–2011), Arizona Diamondbacks (2012–2014), Atlanta Braves (2015), Chicago Cubs (2015–2016), San Diego Padres (2017), Kansas City Royals (2017), Oakland Athletics igen (2018), Los Angeles Angels (2019) och San Francisco Giants (2020). Hans bästa säsong var 2010, då han togs ut till MLB:s all star-match, var tredje bäst i American League i slaggenomsnitt mot (0,220) och fjärde bäst i ligan i earned run average (ERA) (2,97), vinster (18) och walks + hits per inning pitched (WHIP) (1,11). 2011 var han delat bäst av alla pitchers i ligan i starter (34). Han var med och vann World Series med Chicago Cubs 2016.
Cahill tog brons för USA vid olympiska sommarspelen 2008 i Peking.

## Karriär

### High school
Cahill gick i Vista High School utanför San Diego, där han under sitt tredje år 2005 främst spelade shortstop och bara hade 17 innings pitched. Hans fastball nådde inte 135 kilometer i timmen (84 miles per hour) och han kunde inte ta en plats bland lagets startande pitchers. Vintern 2005/06 fick han dock bättre fart på sin fastball och till våren nådde han 151 kilometer i timmen (94 miles per hour). Cahill kunde själv inte förklara varför. Sin sista säsong i high school hade han en ERA på 1,77 med 99 strikeouts och bara 13 walks på 58 innings pitched.

### Major League Baseball

#### Oakland Athletics

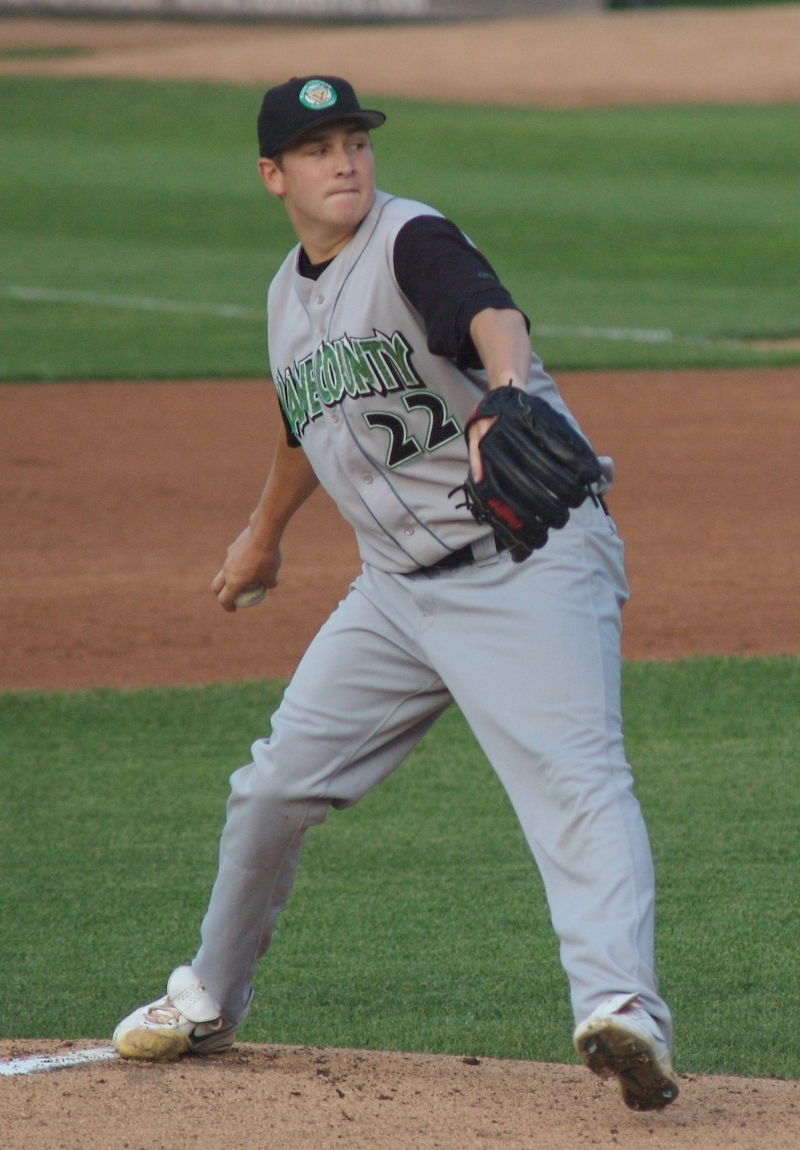
Cahill i farmarklubben Kane County Cougars dräkt 2007.

Cahill draftades av Oakland Athletics 2006 som 66:e spelare totalt direkt från high school och redan samma år gjorde han proffsdebut i Athletics farmarklubbssystem. Han inledde på den lägsta nivån (Rookie) i Arizona League, där han på fyra matcher var 0–0 (inga vinster och inga förluster) med en ERA på 3,00 och elva strikeouts. Året efter avancerade han till nästa nivå (A) för Kane County Cougars i Midwest League. Där var han 11–4 med en ERA på 2,73 och 117 strikeouts på 20 matcher och utsågs av den ansedda tidningen Baseball America till A-nivåns all star-lag, medan Athletics utsåg honom till årets pitcher i hela sitt farmarklubbssystem.
2008 fick Cahill gå upp till nivån Advanced A för Stockton Ports i California League, där han fortsatte att spela bra. På 14 matcher var han 5–4 med en ERA på 2,78 och 103 strikeouts, varefter han flyttades upp till nivån AA för Midland RockHounds i Texas League. Där blev det sju matcher, under vilka han var 6–1 med en ERA på 2,19 och 33 strikeouts. Han togs ut till både California Leagues all star-match (där han inte spelade) och Futures Game, en match mellan de största talangerna i Minor League Baseball som spelas varje år i samband med MLB:s all star-match. Resten av säsongen spelade han för USA:s landslag, där han deltog i OS i Peking (se nedan). För andra året i rad utsågs han av Athletics till årets pitcher i hela sitt farmarklubbssystem. Baseball America utnämnde honom till den största talangen i California League och den näst största talangen i Athletics farmarklubbssystem.
Inför 2009 års säsong rankades Cahill av Baseball America som den elfte största talangen i alla farmarligorna. När säsongen inleddes tog han en plats i Athletics spelartrupp och gjorde sin MLB-debut den 7 april mot Los Angeles Angels of Anaheim. Sin första vinst i MLB fick han den 7 maj i en match mot Texas Rangers. Sett över hela säsongen var han 10–13 med en ERA på 4,63 och 90 strikeouts på 32 starter. Han var bäst i klubben i antal starter och innings pitched (178,2), men hade också flest förluster. Bland rookies i MLB var han bäst i antal starter och bland rookies i American League var han näst bäst i innings pitched, delat sjunde bäst i vinster och nionde bäst i strikeouts. 32 starter var bara en ifrån klubbrekordet för rookies sedan flytten till Oakland 1968 och han var bara den åttonde rookien i klubbens historia sedan dess att nå tio vinster. Med löpare i poängposition var motståndarnas slaggenomsnitt mot honom bara 0,218, vilket var åttonde bäst i American League. Mer negativt var att han tangerade klubbrekordet för rookies genom att tillåta 27 homeruns (varav 20 på hemmaplan; nytt klubbrekord sedan flytten till Oakland) och att han bland alla pitchers i American League hade delat näst flest förluster, delat sjätte flest homeruns, delat sjunde flest walks (72) och delat åttonde flest poäng (99). Vidare var hans ERA tredje högst bland de 30 pitchers i American League som pitchade minst 162 inningar och han hade bara 1,25 gånger fler strikeouts än walks, vilket var sämst i hela MLB och den sämsta siffran i klubben på 15 år. Han hade bara 4,53 strikeouts per nio innings pitched, vilket var tredje sämst i American League, och han tillät 78 extra-base hits, vilket var fjärde flest i ligan. Dessutom var motståndarnas slugging % mot honom 0,471, och med det var han näst sämst i ligan.

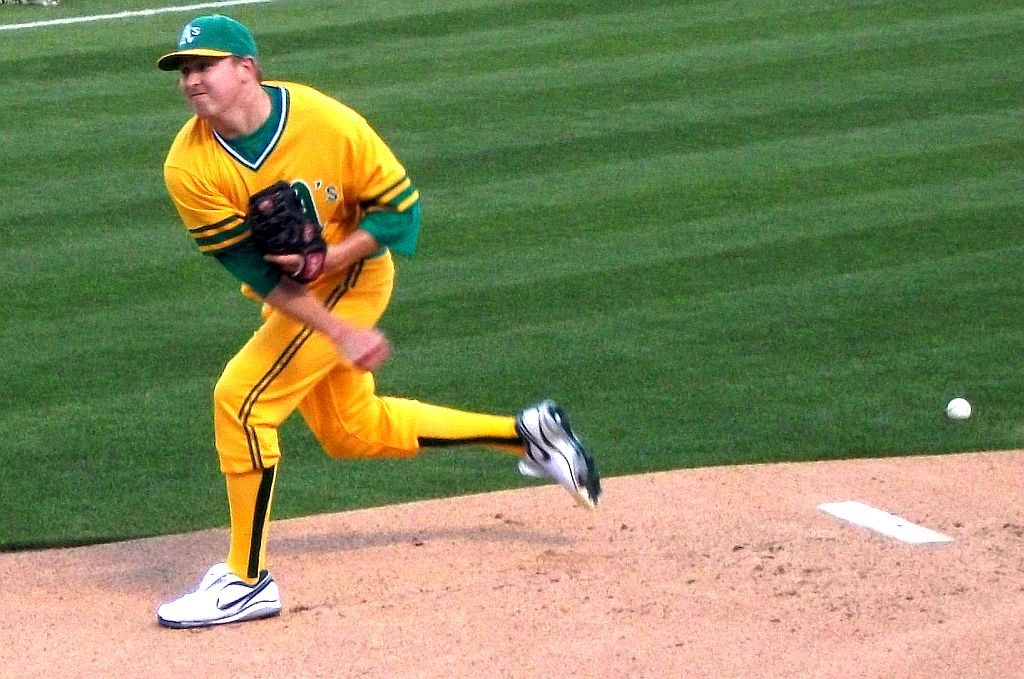
Cahill i Oakland Athletics dräkt 2010.

Cahill drabbades av nacksmärtor inför säsongen 2010 och inledde säsongen med ett par matcher för Athletics högsta farmarklubb Sacramento River Cats i Pacific Coast League (AAA). I hans första match för Athletics gick det inte alls bra, men därefter spelade han bättre och hade bland annat sin första match i karriären med minst tio strikeouts den 26 juni mot Pittsburgh Pirates. Hans fina spel ledde till att han blev uttagen till MLB:s all star-match i början av juli. Bortsett från den första matchen hade han fram till uttagningen tillåtit mer än tre earned runs ("förtjänta" poäng) bara en gång på tolv starter och var 8–2 med en ERA på 2,74 och han hade också en period på nio starter under vilken han var 7–0. Han kunde dock inte delta i all star-matchen eftersom han startade för Oakland alltför tätt inpå den. Han tillät på 20 raka starter efter säsongens första match aldrig mer än sex hits och pitchade aldrig mindre än fem inningar, vilket var delat längsta sådan svit i MLB sedan 1900. Vidare presterade han sin första complete game och första shutout den 2 augusti mot Kansas City Royals, där han bara tillät tre hits. Den veckan, efter ytterligare en imponerande insats, utsågs han till veckans spelare i American League. Han pitchade i samband med detta 23 raka inningar utan att tillåta en enda poäng, vilket var nytt personbästa. Under hela säsongen var Cahill 18–8 med en ERA på 2,97 och 118 strikeouts på 30 starter. Han var bättre på hemmaplan (11–3, 2,18 ERA) än på bortaplan (7–5, 3,86 ERA). Hans ERA var fjärde bäst i ligan liksom antalet vinster och hans walks + hits per inning pitched (WHIP) (1,11). När det gäller motståndarnas slaggenomsnitt (0,220) var han tredje bäst i ligan och avseende högerhänta slagmän (0,198) var han bäst i ligan. Både antalet vinster och hans ERA var bäst i klubben. Senaste gången en pitcher i American League hade minst 18 vinster före sin 23-årsdag var 1985, och senaste gången en pitcher i ligan hade en ERA på 2,97 eller lägre före sin 23-årsdag var 1990. Han blev den andra pitchern i klubbens historia sedan flytten till Oakland och den åttonde i klubbens hela historia att vinna minst tio matcher under båda sina två första säsonger. Efter säsongen kom han nia i omröstningen till Cy Young Award, priset till ligans bästa pitcher.
2011 fick Cahill äran att starta Athletics första match för säsongen och han var den yngsta att få den äran i klubben sedan 1971. Ett par veckor in på säsongen förlängde han sitt kontrakt med Athletics till åtminstone 2015 med en sammanlagd lönesumma på 30,5 miljoner dollar och med möjlighet för klubben att förlänga kontraktet ytterligare två år. Han inledde säsongen fantastiskt bra och var 6–0 med en ERA på 1,72 och ett slaggenomsnitt mot på 0,209 på de första åtta starterna. Det hade inte hänt i klubben sedan 1925 att en pitcher hade inlett säsongen med minst sex raka vinster och en ERA under 2,00 på de åtta första starterna. På de sista 26 starterna var Cahill dock 6–14 med en ERA på 4,98 och ett slaggenomsnitt mot på 0,288. Däri ingick en match den 14 juni mot Kansas City Royals, då han hade sju walks och ingen strikeout, vilket var första gången det hände i klubben sedan 1979. Vidare satte han ett nytt klubbrekord sedan flytten till Oakland genom att tillåta hela tio poäng på bara två innings pitched under en match den 22 juli mot New York Yankees. Totalt var Cahill under året 12–14 med en ERA på 4,16 och 147 strikeouts på 34 starter. Han satte personbästa i antal starter, strikeouts och innings pitched (207,2) och antalet starter var också delat flest i ligan. Han blev den andra pitchern i klubbens historia sedan flytten till Oakland och den sjätte i klubbens hela historia att vinna minst tio matcher under alla sina tre första säsonger. På den negativa sidan hade han delat näst flest wild pitches i ligan (15) och tredje flest walks (82).
I december 2011 bytte Athletics bort Cahill och en annan spelare till Arizona Diamondbacks i utbyte mot tre unga spelare. Totalt under sin tid i Oakland var Cahill 40–35 med en ERA på 3,91 och 355 strikeouts på 96 matcher.

#### Arizona Diamondbacks
Cahill debuterade för Diamondbacks i National League den 10 april 2012 mot San Diego Padres. Den 3 juni, också mot Padres, pitchade han sin andra shutout i karriären. Den 15 juli mot Chicago Cubs lyckades Cahill själv slå två hits för första gången i karriären. Årets andra complete game kom i hans sista match, den 29 september mot Cubs, och tack vare att han pitchade hela den matchen nådde han exakt 200 innings pitched under säsongen. I samma match hade han även två RBI:s (inslagna poäng) för första gången i karriären. Under sin första säsong för Arizona var Cahill 13–12 med en ERA på 3,78 och 156 strikeouts (nytt personligt rekord) på 32 starter. Hans två complete games räckte för att komma på delad fjärde plats i National League. Han blev den andra pitchern sedan 1990 och den femte sedan 1930 som lyckades nå minst tio vinster och 30 starter under var och en av de första fyra säsongerna i karriären. Till och med 2012 hade han vunnit 53 matcher trots att han ännu inte fyllt 25 år, och det var bäst i MLB sedan 2000 för en högerhänt pitcher.
Efter att ha inlett 2013 års säsong bra med en ERA på 2,84 i april och 2,91 i maj, hamnade Cahill i problem. Den 19 juni i en match mot Miami Marlins skadades han när han träffades av ett slag på höger höft, men han sattes först inte upp på skadelistan. Efter förlusten den 30 juni mot Atlanta Braves var han 3–10 och hade en ERA på 4,66 och om man bara räknade juni var han 0–5 med en ERA på hela 9,85. Klubben beslutade sig då för att placera Cahill på skadelistan trots allt. Under skadeperioden fick han även problem med axeln. Han tvingades till en start i den lägsta farmarligan Arizona League och tre i den högsta farmarligan Pacific Coast League. Från och med comebacken den 17 augusti förbättrades hans spel markant och resten av säsongen var han 5–0 med en ERA på 2,70. Under hela 2013 var Cahill 8–10 med en ERA på 3,99 och 102 strikeouts på 26 matcher, varav 25 starter. Hans enda inhopp, som var det första i MLB-karriären, kom den 24 augusti mot Philadelphia Phillies då han kom in i den 15:e inningen och pitchade fyra inningar tills Arizona vann efter 18 inningar i den längsta matchen dittills i klubbens historia (sju timmar och sex minuter lång). 2013 var första gången som Cahill inte nådde tio vinster och hans 146,2 innings pitched var också sämst dittills i karriären. Med 17 wild pitches var han sämst i National League och delat sämst i MLB.
Diamondbacks inledde 2014 års säsong med två matcher mot Los Angeles Dodgers i Sydney i Australien och Cahill startade den andra matchen, som han dock förlorade. Inte gick det bättre när klubben återvände till USA. På sina fyra första starter hade han en ERA på hela 9,17. Hans problem var bristande precision i sina kast; på 17,2 innings pitched hade han tillåtit 13 walks. Klubben valde att ersätta honom som starter och bara använda honom som avbytare. Problemen fortsatte dock även i den rollen och i början av juni, då han var 1–6 med en ERA på 5,66, petades han från Diamondbacks spelartrupp. Efter sju starter med blandade resultat i farmarligorna (2–3, 4,45 ERA) fick han en ny chans som starter för Diamondbacks efter all star-matchen i mitten av juli. Totalt under 2014 var han 3–12 med en ERA på 5,61.

#### Atlanta Braves
Just före inledningen av 2015 års säsong byttes Cahill bort till Atlanta Braves i utbyte mot en annan spelare. Det gick inte bättre där – på 15 matcher, varav bara tre starter, var han 0–3 med en ERA på 7,52. I det läget petades han från Braves spelartrupp.

#### Los Angeles Dodgers
I början av juli 2015 skrev Cahill på ett minor league-kontrakt med Los Angeles Dodgers. Efter åtta matcher för tre av Dodgers farmarklubbar (1–3, 5,24 ERA) valde han att hoppa av kontraktet och blev free agent i mitten av augusti.

#### Chicago Cubs

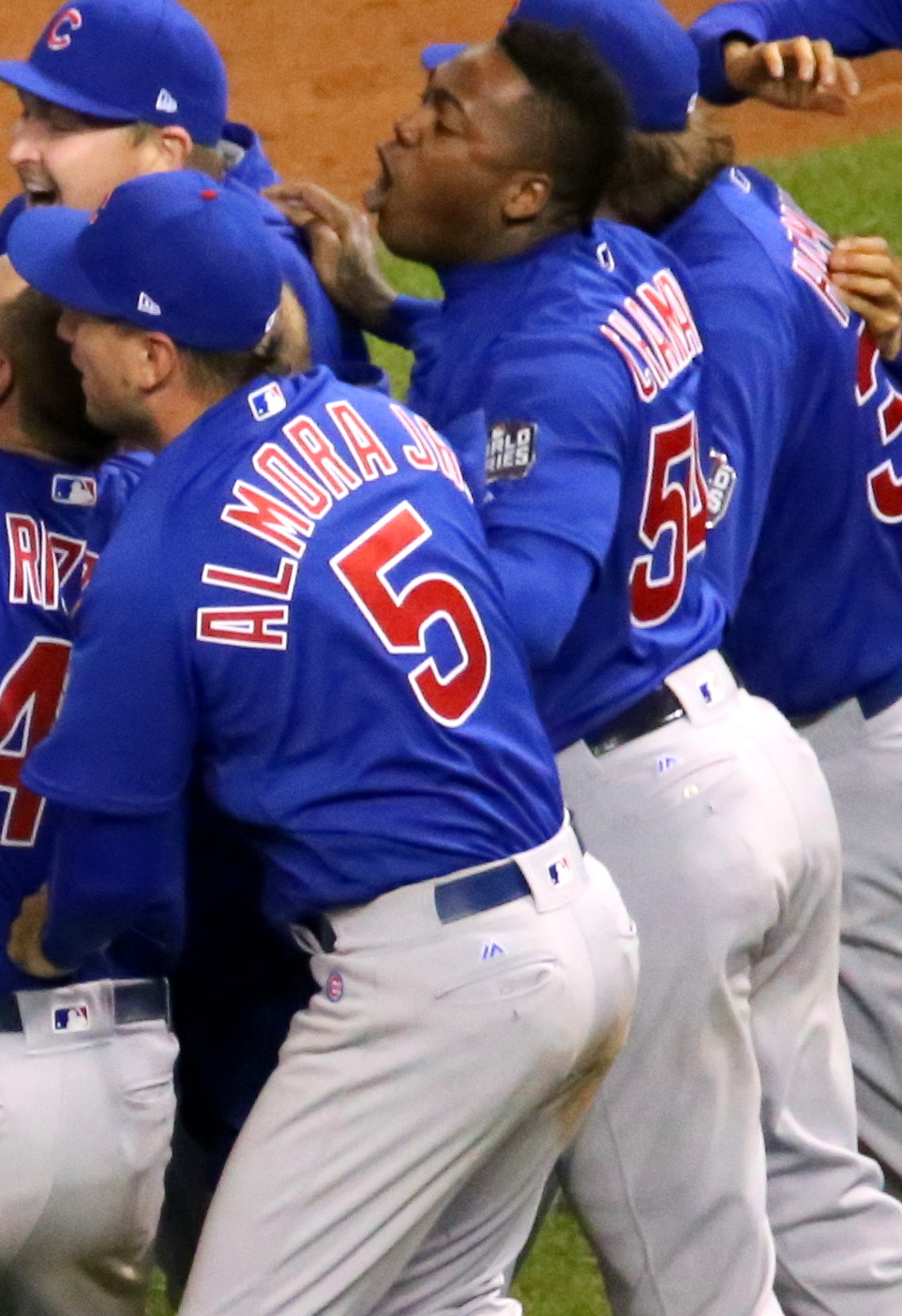
Cahill (längst upp till vänster) och hans lagkamrater i Chicago Cubs firar segern i World Series 2016, klubbens första på 108 år.

Några dagar senare skrev Cahill på ett minor league-kontrakt med Chicago Cubs och han skickades till deras högsta farmarklubb Iowa Cubs. Han fick göra elva inhopp för Chicago under resten av säsongen och var 1–0 med en ERA på 2,12. Efter säsongen blev han free agent, men skrev på för Cubs igen i form av ett ettårskontrakt som rapporterades vara värt 4,25 miljoner dollar.
Under grundserien 2016 deltog Cahill i 50 matcher, men bara en var från start. Han gjorde en bra säsong för Cubs som relief pitcher och var 4–4 med en ERA på 2,74. I slutspelet fick han inte spela en enda match när Cubs vann World Series för första gången på 108 år. Efter säsongen blev han free agent.

#### San Diego Padres
Inför 2017 års säsong skrev Cahill på för San Diego Padres. Kontraktet var på ett år och var värt 1,75 miljoner dollar. Han hamnade på skadelistan med ryggproblem redan efter sin första match för Padres i början av april och igen i mitten av maj, då med axelproblem. Det dröjde till början av juli innan han var tillbaka efter den senare skadan. I slutet av samma månad bytte Padres bort Cahill till Kansas City Royals. Han var under säsongen 4–3 för Padres med en ERA på 3,69 på elva starter. Hans 14 wild pitches var delat flest i National League.

#### Kansas City Royals
Efter tre mindre bra starter för Royals placerades Cahill för tredje gången under säsongen på skadelistan, för andra gången på grund av höger axel. När han gjorde comeback i början av september blev han förpassad till rollen som inhoppare (reliever). Vid säsongens slut hade han spelat tio matcher för Kansas City, varav tre starter. Han hade inga vinster eller förluster och hans ERA var 8,22. Han hade ytterligare två wild pitches och det totala antalet under säsongen (16) var flest i MLB. Efter säsongen blev han free agent.

#### Oakland Athletics igen
Cahill återvände 2018 till sin gamla klubb Oakland Athletics i form av ett ettårskontrakt värt åtminstone 1,5 miljoner dollar. Han fick inleda säsongen för Oaklands högsta farmarklubb Nashville Sounds, men kallades upp till moderklubben redan ett par veckor in på säsongen. Han drabbades av en skada på hälsenan i början av juni och det dröjde till mitten av juli innan han kunde göra comeback. Sett över hela säsongen var han 7–4 med en ERA på 3,76 på 20 starter och ett inhopp. Efter säsongen blev han free agent.

#### Los Angeles Angels
I december 2018 blev Cahill klar för Los Angeles Angels efter att parterna kommit överens om ett ettårskontrakt värt minst nio miljoner dollar. För första gången sedan 2011 fick han äran att starta den första matchen för säsongen, men säsongen utvecklades inte som Cahill och Angels hade hoppats. Han pitchade dåligt i inledningen och blev sedan armbågsskadad i juni. Fram till dess var hans ERA hela 7,18 och när han kom tillbaka efter skadan var han förpassad till rollen som inhoppare. Han spelade bättre som reliever och avslutade säsongen 4–9 med en ERA på 5,98 (ändå sämst dittills under karriären) på 37 matcher, varav elva starter. Ett problem var att han tillät många homeruns (25 stycken på bara 102,1 innings pitched), ett annat hans många wild pitches (14; näst flest i American League). Han blev free agent igen efter säsongen.

#### San Francisco Giants
Cahills nya klubb blev San Francisco Giants, som han skrev på ett minor league-kontrakt med inför 2020 års säsong. Säsongen blev kraftigt förkortad till bara 60 matcher på grund av coronaviruspandemin och Cahill deltog bara i elva matcher, varav sex starter. Han missade de första veckorna på grund av en skada på en fingernagel som han ådrog sig när han reparerade sin cykel. Cahill hade en hyfsad säsong och var 1–2 med en ERA på 3,24. Efter säsongen blev han free agent.

#### Pittsburgh Pirates
Mitt under försäsongsträningen 2021 skrev Cahill på ett ettårskontrakt värt minst 1,5 miljoner dollar med Pittsburgh Pirates.

### Internationellt
Cahill tog brons för USA vid olympiska sommarspelen 2008 i Peking. Han deltog i två matcher i gruppspelet, mot Kuba och mot Japan. Han startade den första matchen, som USA förlorade med 4–5, och pitchade fem inningar där han tillät sex hits och två poäng samt hade tre strikeouts. Han startade även den andra matchen, som USA vann med 4–2, och pitchade tre inningar där han inte tillät några hits eller poäng samt hade två strikeouts. Sammanlagt var han 0–0 med en ERA på 2,25.

## Spelstil
Cahills bästa och mest använda kast är hans sinker, en fastball som viker av nedåt just innan den når slagmannen och som har en hastighet av cirka 148 kilometer i timmen (92 miles per hour). Han använder även en mer traditionell four-seam fastball, som han får upp i cirka 150 kilometer i timmen (93 miles per hour). Vidare har han en changeup, som han kastar i cirka 135 kilometer i timmen (84 miles per hour), en curveball, som han kastar i cirka 129 kilometer i timmen (80 miles per hour), och en slider, som han kastar i cirka 138 kilometer i timmen (86 miles per hour). Tack vare sin sinker får han många slagmän att slå enkla bollar längs marken (ground balls) som utespelarna kan fånga upp och sedan bränna slagmannen vid första bas.

## Statistik

### Major League Baseball

#### Grundserien
| År             | Klubb          | W  | L  | ERA  | G   | GS  | CG | SHO | SV | SVO | HLD | IP      | H     | R   | ER  | HR  | HB | WP | BB  | IBB | SO    | AVG   | WHIP |
| -------------- | -------------- | -- | -- | ---- | --- | --- | -- | --- | -- | --- | --- | ------- | ----- | --- | --- | --- | -- | -- | --- | --- | ----- | ----- | ---- |
| 2009           | OAK            | 10 | 13 | 4,63 | 32  | 32  | 0  | 0   | 0  | 0   | 0   | 178,2   | 185   | 99  | 92  | 27  | 4  | 5  | 72  | 1   | 90    | 0,270 | 1,44 |
| 2010           | OAK            | 18 | 8  | 2,97 | 30  | 30  | 1  | 1   | 0  | 0   | 0   | 196,2   | 155   | 73  | 65  | 19  | 6  | 2  | 63  | 1   | 118   | 0,220 | 1,11 |
| 2011           | OAK            | 12 | 14 | 4,16 | 34  | 34  | 0  | 0   | 0  | 0   | 0   | 207,2   | 214   | 102 | 96  | 19  | 8  | 15 | 82  | 1   | 147   | 0,269 | 1,43 |
| 2012           | ARI            | 13 | 12 | 3,78 | 32  | 32  | 2  | 1   | 0  | 0   | 0   | 200     | 184   | 93  | 84  | 16  | 11 | 10 | 74  | 0   | 156   | 0,250 | 1,29 |
| 2013           | ARI            | 8  | 10 | 3,99 | 26  | 25  | 0  | 0   | 0  | 0   | 0   | 146,2   | 143   | 70  | 65  | 13  | 6  | 17 | 65  | 2   | 102   | 0,261 | 1,42 |
| 2014           | ARI            | 3  | 12 | 5,61 | 32  | 17  | 0  | 0   | 1  | 2   | 0   | 110,2   | 123   | 76  | 69  | 9   | 4  | 5  | 55  | 2   | 105   | 0,285 | 1,61 |
| 2015           | ATL (del)      | 0  | 3  | 7,52 | 15  | 3   | 0  | 0   | 0  | 0   | 0   | 26,1    | 36    | 23  | 22  | 2   | 1  | 1  | 11  | 1   | 14    | 0,330 | 1,78 |
| 2015           | CHC (del)      | 1  | 0  | 2,12 | 11  | 0   | 0  | 0   | 0  | 0   | 2   | 17,0    | 8     | 4   | 4   | 2   | 1  | 1  | 5   | 0   | 22    | 0,143 | 0,76 |
| 2015           | TOT            | 1  | 3  | 5,40 | 26  | 3   | 0  | 0   | 0  | 0   | 2   | 43,1    | 44    | 27  | 26  | 4   | 2  | 2  | 16  | 1   | 36    | 0,267 | 1,38 |
| 2016           | CHC            | 4  | 4  | 2,74 | 50  | 1   | 0  | 0   | 0  | 1   | 4   | 65,2    | 49    | 22  | 20  | 7   | 5  | 3  | 35  | 3   | 66    | 0,201 | 1,28 |
| 2017           | SDP (del)      | 4  | 3  | 3,69 | 11  | 11  | 0  | 0   | 0  | 0   | 0   | 61,0    | 58    | 29  | 25  | 6   | 3  | 14 | 24  | 1   | 72    | 0,247 | 1,34 |
| 2017           | KCR (del)      | 0  | 0  | 8,22 | 10  | 3   | 0  | 0   | 0  | 0   | 1   | 23,0    | 33    | 21  | 21  | 10  | 0  | 2  | 21  | 0   | 15    | 0,344 | 2,35 |
| 2017           | TOT            | 4  | 3  | 4,93 | 21  | 14  | 0  | 0   | 0  | 0   | 1   | 84,0    | 91    | 50  | 46  | 16  | 3  | 16 | 45  | 1   | 87    | 0,275 | 1,62 |
| 2018           | OAK            | 7  | 4  | 3,76 | 21  | 20  | 0  | 0   | 0  | 0   | 0   | 110,0   | 90    | 52  | 46  | 8   | 5  | 8  | 41  | 0   | 100   | 0,227 | 1,19 |
| Totalt (10 år) | Totalt (10 år) | 80 | 83 | 4,08 | 304 | 208 | 3  | 2   | 1  | 3   | 7   | 1 343,1 | 1 278 | 664 | 609 | 138 | 54 | 83 | 548 | 12  | 1 007 | 0,254 | 1,36 |

     = Bäst i ligan
     = Sämst i ligan

#### Slutspelet
| År   | Klubb | W | L | ERA  | G | GS | CG | SHO | SV | SVO | HLD | IP  | H | R | ER | HR | HB | WP | BB | IBB | SO | AVG   | WHIP |
| ---- | ----- | - | - | ---- | - | -- | -- | --- | -- | --- | --- | --- | - | - | -- | -- | -- | -- | -- | --- | -- | ----- | ---- |
| 2015 | CHC   | 1 | 1 | 3,38 | 6 | 0  | 0  | 0   | 0  | 1   | 2   | 5,1 | 7 | 2 | 2  | 0  | 0  | 1  | 0  | 0   | 8  | 0,304 | 1,31 |